# Larrabetzu
Larrabetzu és un municipi de la província de Biscaia, País Basc, pertanyent a la comarca de Gran Bilbao.

## Concejos
- Alaio
- Astoreka
- Barrenetxe
- Basara
- Belarrinaga
- Bersonaga
- Elexaga
- Erkinko
- Galartza
- Gaztelu
- Goikola
- Goikoelexea
- Legina
- Loroño
- Sarrikolea
- Ugalde
- Zarandoa

## Personatges il·lustres
- Toti Martinez de Lezea (1949-), escriptor.
- Gotzon Barandiaran (1974-), escriptor.
- Mikel Artetxe (1976-), ciclista.
- Etxahun Lekue (1979-), bertsolari.